# Efterlad ingen spor
Efterlad ingen spor er et regelsæt for etisk færden under friluftslivsaktiviteter. Det er opstået som respons på den belastning på miljøet som er kommet efter at, specielt de amerikanske nationalparker, bliver mere og mere besøgt af turister der dyrker forskellige former for friluftsliv. Selvom begrebet er mere end 40 år gammelt, skabt af U.S.D.A. forest service, opstod nonprofit organisationen Leave No Trace (LNT) i 1994 som svar på denne udvikling. 
De forskellige organisationer formulerede regelsættet så det var muligt for alle at færdes i ødemarken og anden sårbar natur, på den mest skånsomme måde.

## Rammen for efterlad ingen spors budskab
1. Planlæg og forbered
2. Rejs og slå lejr på holdbare overflader
3. Kom af med al affald ordentligt
4. Efterlad hvad du finder
5. Minimer lejrbål slid
6. Respekter dyrelivet
7. Vis hensyn til andre besøgende

## Planlæg og forbered
- Kend reglerne og speciel varetægt i området du vil besøge
- Forbered dig på ekstremt vejr, farer og nødsituationer
- Planlæg din tur så du undgår at overrende
- Besøg i små grupper. Store grupper indeles i 5-6 personer
- Genpak proviant for at undgå spild
- Brug kort og kompas for at hindre brugen af malede markeringer, skiltning, stenvarder og flag

## Rejs og slå lejr på holdbare overflader
- Holdbare overflader inkluderer lagte stier og lejrpladser, klipper, grus, tørt græs og sne
- Beskyt vandbredder ved at slå lejr mindst 60 meter fra disse
- Gode lejrpladser bliver fundet, ikke lavet. At ændre et sted er ikke nødvendigt

På populære steder:
- Begræns brug til eksisterende stier og lejrpladser
- Gå i en række på stierne, selv når de er våde eller mudrede
- Hold lejren lille, begræns aktiviteter til steder uden vegetation

På uberørte steder:
- Spred brugen for at undgå skabelse af nye lejrpladser og stier
- Undgå steder hvor menneskelig indvirkning lige er begyndt

## Kom af med al affald ordentligt
- Med ind, med ud. Efterse din hvile- lejrplads for affald og spildt mad. Medtag al affald og overskydende mad
- Begrav afføring i cirka 15-20 cm dybe huller og mindst 60 meter fra vand, stier og lejrpladser. Dæk til og skjul efter brug
- Medtag toiletpapir og hygiejneprodukter
- Til person- og opvask; bring vaskevandet mindst 60 meter væk fra vand. Brug små doser biologisk nedbrydelig sæbe. Spred opvaskevandet

## Efterlad hvad du finder
- Bevar fortiden: Studer, men rør ikke kulturelle og historiske strukturer og genstande
- Efterlad sten, planter og andre naturlige genstande som du finder dem
- Undgå at introducere og transportere ikke indfødte arter
- Byg ikke strukturer, møbler eller grav grøfter

## Minimer lejrbål slid
- Ild kan være skyld i langvarigt indvirkende skader på naturen. Brug et letvægts stormkøkken og nyd lyset fra en tearinlyslygte
- Hvor ild er tilladt, brug allerede etablerede bålsteder
- Hold ilden lille. Brug kun brænde fra jorden som kan brækkes med hænderne
- Brænd al træ og kul til aske, sluk ilden helt og spred den afkølede aske

## Respekter dyrelivet
- Observer vilde dyr fra afstand. Følg ikke efter eller gå tæt på

- Fodr aldrig vilde dyr. At fodre vilde dyr skader deres helbred, ændrer deres naturlige opførsel og sætter dem i fare for rovdyr og andet
- Beskyt vilde dyr og din mad, ved at placere proviant og affald sikkert
- Hav fuld kontrol over kæledyr til alle tider, eller lad dem blive hjemme
- Undgå vilde dyr på følsomme tidspunkter; under parring, redebygning, opfostring af unger, og vintertid

## Vis hensyn til andre besøgende
- Respekter andre besøgende og beskyt deres oplevelsers kvalitet
- Vær høflig. Vig for andre brugere af spor og sti
- Træd til siden når du støder på store flokke
- Hold pauser og lejr væk fra stier og andre besøgene
- Lad naturens lyde sejre. Undgå høje stemmer og larm

## Eksterne links
- Hjemmeside Leave No Trace organistionen Arkiveret 29. december 2007 hos  Wayback Machine